# 孟中里駅
孟中里駅（メンジュンニえき）は朝鮮民主主義人民共和国平安北道博川郡にある、朝鮮民主主義人民共和国鉄道省の駅である。1914年10月1日に開業した。
平義線・博川線・南興線の3路線が乗り入れる。

## 歴史
- 1914年10月1日：開業[1]。

## 隣の駅
朝鮮民主主義人民共和国鉄道省
平義線
清川江駅 - 孟中里駅 - 雲田駅
博川線
孟中里駅 - 博川駅
南興線
孟中里駅 - 松道駅